# 熊本水俣病事件
熊本水俣病事件（くまもとみなまたびょうじけん）とは日本の公害に絡む刑事事件。「水俣チッソ事件」とも呼ばれる。

## 概要
新日本窒素肥料（現:チッソ）の水俣工場の排水によって汚染された魚介類を摂取した周辺住民が多数死傷するという水俣病が発生した。このことについて、1958年9月から1960年8月までの間に塩化メチル水銀を含む工業廃水を水俣川河口海域に排出し、これによって汚染された魚介類を摂取する等したA、B、C、D、E、F、Gの7名をメチル水銀化合物による中毒性中枢神経疾患であるいわゆる水俣病に罹患させて死傷したとして、熊本地方検察庁は新日本窒素肥料の吉岡喜一代表取締役社長と水俣工場長を、業務上過失致死傷罪で熊本地方裁判所に起訴した。
過失行為から公訴提起までの時系列は以下の通り。なお、過失行為時点での業務上過失致死傷罪の公訴時効は3年であった。
- 1958年9月〜1960年8月 - 過失行為
- 1959年7月14日 - A死亡
- 1959年9月12日 - B出生（胎児性傷害・存命）
- 1959年11月27日 - C死亡
- 1959年11月28日 - D死亡
- 1959年12月5日 - E死亡
- 1960年8月28日 - G出生（胎児性傷害・後に死亡）
- 1962年12月5日 - 二審判決によるA、B、C、D、Eの公訴時効完成日
- 1963年8月27日 - 一審判決によるA、B、C、D、Eの公訴時効完成日
- 1971年12月16日 - F死亡
- 1973年6月10日 - G死亡
- 1975年5月4日 - 公訴提起

1979年3月22日に熊本地方裁判所は以下の認定をした上で、被告人らに対し、禁錮2年執行猶予3年の有罪判決を行った。
- 1958年7月に厚生省は、公衆衛生局長名で熊本県等に対し、水俣病は新日本窒素肥料水俣工場排水中の化学毒物による中毒性脳症との通達を出しており、この時点で被告人は工場排水を水俣湾に排出しない措置を取る注意義務があったが、漫然と1958年9月から1960年6月頃まで継続的にメチル水銀を含む排水を排出して魚介類を汚染させ、水俣病を発生させた。
- 死亡した被害者のうちFとGについては業務上過失致死罪の公訴時効は成立していないが、他5人については公訴時効の起算にあたって、Gに対する業務上過失傷害4罪（Gの出生）から3年目を公訴時効完成時点とし、業務上過失致死傷罪の公訴時効は成立している。
- 胎児には人の機能の萌芽があり、「人」となるのが通常である。致死の原因となる行為が胎児のときに実行されたものでも、生まれた後に実行されたものでも、刑法上の評価に差はない。

この地裁判決について被告人らのみが控訴した。1982年9月6日に福岡高等裁判所は地裁判決を基本的に踏襲して控訴を棄却した。公訴時効が成立するとした5人に対する公訴時効の起算について訴因化されていない犯罪を基準とすることはできないとして、Eの死亡日を起算点とした。被告人らは上告した。
1988年2月29日に最高裁判所は「遅すぎた起訴の適法性」「人と異なる胎児への傷害に刑事責任が問えるかどうか」「公訴時効の起算点」について以下のように判示して上告を棄却し被告人2人の有罪が確定した。
- 起訴は相当長期間を経過してからのものであったが、本件が複雑な過程を経て発生した未曽有の公害事件でその解明に格別の困難があったことなどの特殊事情を考えると、起訴の遅延が著しいとまでは認められず、起訴は適法である。
- 胎児への傷害による業務上過失致死罪の成否について「現行刑法上、胎児は堕胎罪の対象となる場合を除き、母体の一部を構成すると解され、胎児に病変を生じさせることは母体の一部への傷害にあたる。そして、胎児が出生し人となってから、胎児の時の傷害が原因で死亡した場合、胎児が人であるかどうかに関わらず、業務上過失致死罪が成立する。」とし、胎児を刑法上の実質的な保護対象となることをより明確にした。
- 公訴時効の起算点について、時効起算点を犯罪の「発生」ではなく「結果」からとする判断を示した。また、工場排水という継続的な一個の過失行為で複数の結果が生じたような観念的競合の場合は全体をひとつとしてみるべきで、Gに対する時効が未完成な以上、7人全員が公訴時効は成立していないとした。ただし、検察官が上訴していなかったため、有罪に対する事実認定や量刑には影響しなかった。

また伊藤正己裁判官は「公訴時効が未完成であっても、公訴の提起が不当に遅延した時は違憲の問題が生ずることがあり得る」と、長島敦裁判官は「胎児の時に受けた傷害に起因して、出生後の傷害の程度が悪化した場合には、その結果につき、出生した人に対する過失傷害罪の成立を肯認する余地がある」との補足意見をそれぞれ述べた。